# Sedum cilicicum
Sedum cilicicum är en fetbladsväxtart som beskrevs av Kit Tan och Vural. Sedum cilicicum ingår i Fetknoppssläktet som ingår i familjen fetbladsväxter. Inga underarter finns listade i Catalogue of Life.